# DOL Środa Śląska
Drogowy odcinek lotniskowy Środa Śląska (DOL Środa Śląska) – nieistniejący drogowy odcinek lotniskowy na drodze krajowej nr 94 pomiędzy wsiami Juszczyn i Komorniki; początek zachodniego końca pasa znajduje się około 3 km na wschód od centrum Środy Śląskiej. Współrzędne geograficzne: 51°09'46"N, 16°40'07"E; położenie 137 m n.p.m., długość pasa 2200 metrów, szerokość 10 metrów, orientacja 09/27.
Zlikwidowany został w 2011 r., przebudowano go na odcinek drogi typu 2+1.